# Solana de los Barros
Solana de los Barros község Spanyolországban, Badajoz tartományban. Solana de los Barros Badajoz, Almendralejo, Aceuchal, Mérida, Villalba de los Barros, Santa Marta és Corte de Peleas községekkel határos. Lakosainak száma 2542 fő (2024).

## Népesség
A település népessége az utóbbi években az alábbiak szerint változott:
| Lakosok száma | 2793 | 2657 | 2714 | 2826 | 2797 | 2717 | 2700 | 2623 | 2575 | 2542 |
|               | 2001 | 2004 | 2006 | 2009 | 2011 | 2014 | 2016 | 2019 | 2021 | 2024 |